# Українсько-замбійські відносини
Українсько-замбійські відносини — відносини між Україною та Республікою Замбія.
Замбія визнала незалежність України 30 грудня 1991 року. Країни встановили дипломатичні відносини 22 квітня 1993 року. Інтереси громадян України в Республіці Замбія захищає Посольство України в Південній Африці.

## Торгівля
За підсумками 2021 року обсяг двосторонньої торгівлі товарами склав 851,4 тис. дол. США та зменшився у порівнянні з аналогічним періодом 2020 року на 35,1%. При цьому експорт товарів з України до Замбії склав 511,5 тис. дол. США (збільшення у 5,1 раза), а імпорт товарів з Замбії в Україну склав 339,9 тис. дол. США (зменшення на 36,3%).
Експорт з України представлений засобами наземного транспорту, крім залізничного (44,7%) та фармацевтичною продукцією (32,6%). Імпорт в Україну на 95% представлений тютюном та його промисловими замінниками.
Експорт послуг з України у 2021 році склав 527,3 тис. дол. США (зростання на 28,7%).